# يربوع قزم سميك الذيل
اليربوع القزم سميك الذيل (الاسم العلمي: Salpingotus crassicauda) نوع من القوارض من فصيلة اليربوعيات، يكون ذيله سميكا عند القاعدة بسبب ترسب الدهون. وجد هذا النوع في الصين، كازاخستان ومنغوليا.